# Distrito electoral de Porter (condado de Richardson, Nebraska)
Porter (en inglés: Porter Precinct) es un distrito electoral ubicado en el condado de Richardson en el estado estadounidense de Nebraska. En el Censo de 2010 tenía una población de 143 habitantes y una densidad poblacional de 1,53 personas por km².

## Geografía
Porter se encuentra ubicado en las coordenadas 40°13′5″N 95°50′28″O / 40.21806, -95.84111. Según la Oficina del Censo de los Estados Unidos, Porter tiene una superficie total de 93.26 km², de la cual 93.26 km² corresponden a tierra firme y (0%) 0 km² es agua.

## Demografía
Según el censo de 2010, había 143 personas residiendo en Porter. La densidad de población era de 1,53 hab./km². De los 143 habitantes, Porter estaba compuesto por el 97.2% blancos, el 0% eran afroamericanos, el 0% eran amerindios, el 0% eran asiáticos, el 0% eran isleños del Pacífico, el 0.7% eran de otras razas y el 2.1% pertenecían a dos o más razas. Del total de la población el 2.1% eran hispanos o latinos de cualquier raza.